# Gadi Bayalkada
Gadi Bayalkada (en népalais : गडी बयलकाडा) est un comité de développement villageois du Népal situé dans le district de Surkhet. Au recensement de 2011, il comptait 3 050 habitants.